# العمالة الأجنبية في السعودية

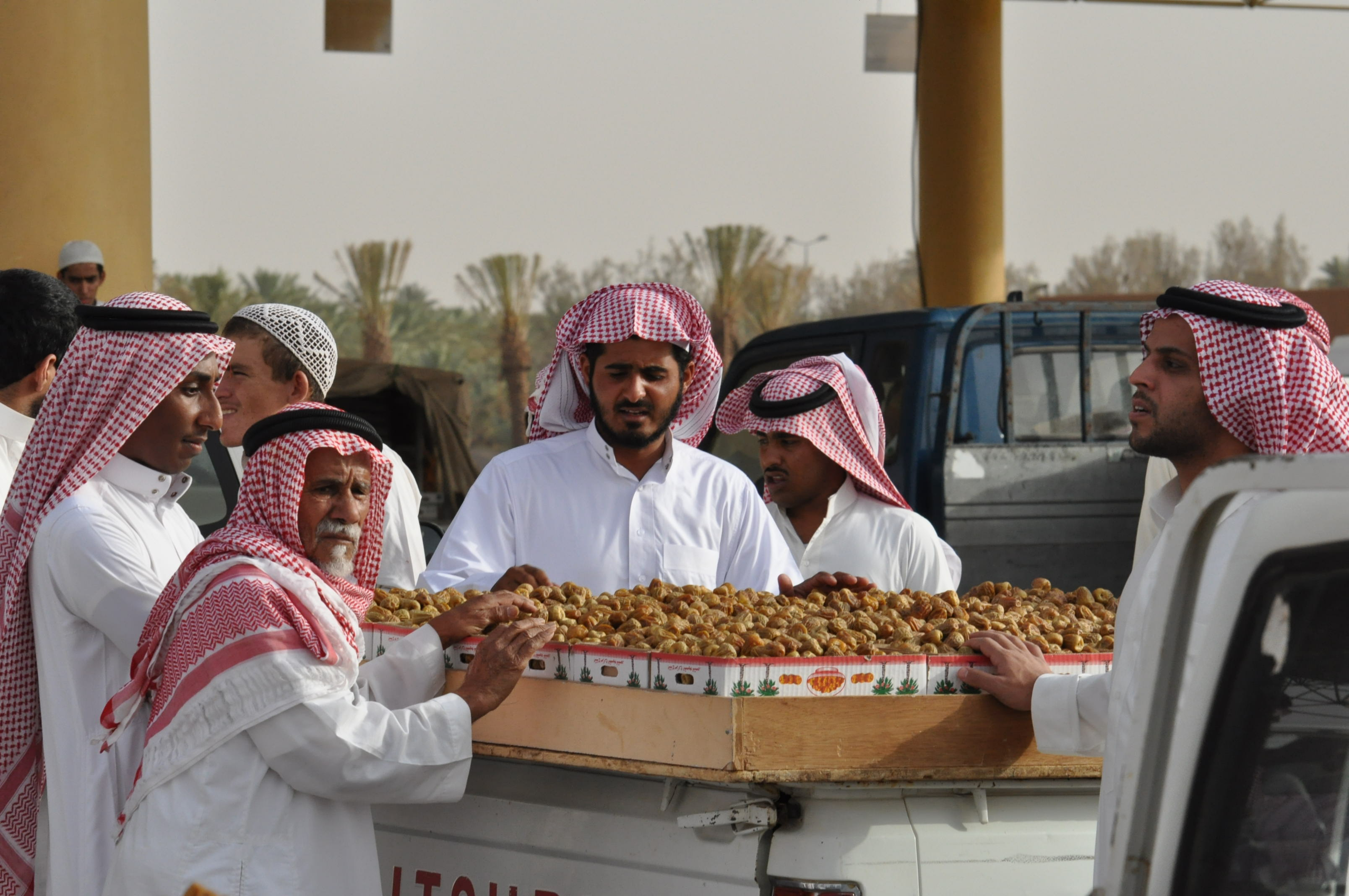

بدأت العمالة الأجنبية في المملكة العربية السعودية والتي يقدر عددها بنحو 14مليون شخص اعتباراً من أبريل 2013، بالتوافد إلى البلاد بعد فترة قصيرة من اكتشاف النفط في أواخر الثلاثينيات. كان الوافدون في البداية متألفين من الكوادر الفنية والمهنية والإدارية من العرب والغربيين، ولكن بعد ذلك جاءت أعداد كبيرة من جنوب شرق آسيا. أصبحت المملكة العربية السعودية تعتمد بشكل متزايد على العمالة الأجنبية، وعلى الرغم من أن العمال الأجانب لا يزالون حاضرين في المناصب الفنية، فإن معظمهم يعملون الآن في قطاعات الزراعة والتنظيف والخدمات المنزلية. غالباً ما يعتمد التسلسل الهرمي للعمال الأجانب على بلدهم الأصلي، حيث يشغل العمال من الدول العربية والغربية عموماً المناصب الأعلى التي لا يشغلها السعوديون، أما المراكز الأدنى فيشغلها أشخاص من أفريقيا وجنوب شرق آسيا. واجهت الحكومة السعودية انتقادات من الهيئات القانونية وأرباب العمل بشأن معاملة العمال الأجانب. أجرت السعودية عدة إصلاحات وتحديثات في سوق العمل، كان من أبرزها الإعلان، في نوفمبر 2020، عن مبادرة تحسين العلاقة التعاقدية، وهي إحدى مبادرات رؤية السعودية 2030، وبموجب هذه المبادرة تم إلغاء سلطة صاحب العمل (الكفيل) فيما يتعلق بالتنقل الوظيفي وسفر العامل.

## الخلفية والتاريخ
كانت المملكة العربية السعودية واحدة من أفقر الدول وأقلها تطوراً في العالم عندما اكتشف النفط فيها في أواخر الثلاثينيات. ولهذا احتاجت البلاد إلى الخبرة والعمالة الأجنبية لاستغلال احتياطياتها النفطية الهائلة. ونتيجة لذلك وفي السنوات التي تلت الحرب العالمية الثانية كانت هناك زيادة في أعداد الكوادر الفنية والمهنية والإدارية، معظمهم من بلدان الشرق الأوسط الأخرى ولكن تم جلبهم بواسطة شركات النفط الغربية، عمل الكثير منهم في شركة الزيت العربية الأمريكية «أرامكو». حدثت زيادة أكبر بكثير في أعداد العمال الأجانب مع طفرة أسعار النفط في أعقاب أزمة النفط عام 1973. أدت خطط البنية التحتية والتنمية إلى توافد العمال المهرة وغير المهرة، وخاصةً الفلسطينيين والمصريين واليمنيين وغيرهم من الدول العربية، وكذلك الهنود والباكستانيين، مما أدى إلى مضاعفة عدد السكان السعوديين بحلول عام 1985. وابتداءاً من أوائل الثمانينيات تزايدت أعداد العمال المهاجرين الوافدين من دول جنوب وشرق آسيا مثل تايلاند والفلبين وكوريا الجنوبية.
أدى انخفاض سعر النفط منذ عام 1985 إلى انخفاض الطلب على العمالة الأجنبية، مما أدى إلى انخفاض كبير في الهجرة من أسيا. ومع ذلك وفي الوقت نفسه كانت هناك زيادة كبيرة في العاملات الإناث القادمات من سريلانكا وبنغلاديش والفلبين وإندونيسيا اللواتي شغلن أدواراً في قطاع الخدمات وخاصة في الفنادق وكخادمات في المنازل. أدت حرب الخليج الثانية عام 1991 إلى مجموعة من عمليات ترحيل العمال الأجانب المشتبه في عدم ولائهم، بما فيها ترحيل 800,000 يمني. وصلت أعداد العمال الأجانب إلى ذروتها في التسعينيات، ولكن مع نهاية العقد استأنفت الزيادة في تدفق المهاجرين. وفقاً للاحصائيات الرسمية في عام 2012 شغل العمال الأجانب 66% من الوظائف في المملكة العربية السعودية، على الرغم من أن معدل البطالة الرسمي يبلغ 12% بين السعوديين. ويرسل المغتربون في المتوسط 18 مليار دولار أمريكي كل عام بشكل تحويلات إلى بلدانهم الأصلية.
على الرغم من أن اعتماد الدولة على العمالة الأجنبية كان مصدر قلق للحكومة السعودية منذ منتصف الخمسينيات، إلا ان الوضع استمر بسبب امتناع السعوديين عن القيام بأعمال وضيعة بالإضافة إلى قلة المرشحين السعوديين للوظائف التي تتطلب مهارات عالية. وتم إلقاء جزء من اللوم إلى حدٍ ما على نظام التعليم السعودي، الذي تعرض لانتقادات بسبب تركيزه على الدين والتعلم عن غيب. وبالتالي ظل الاقتصاد السعودي يعتمد على الغربيين في الصناعات المتخصصة التي تتطلب خبرة، وعلى القوة العاملة الآسيوية في صناعة البناء بالإضافة إلى المهام لا تتطلب مهارات عالية. ورداً على ذلك بدأت الحكومة السعودية منذ عام 1995 سياسة «السعودة»، والتي يتم فيها إحلال المواطنين السعوديين مكان العمالة الأجنبية في وظائف القطاع الخاص. على سبيل المثال، صدر في عام 2000 قرار يقضي بأن تكون 20% من قوى العمل في الشركات التي تضم أكثر من 20 موظفاً من السعوديين. كان هناك تردد في توظيف السعوديين في القطاع الخاص وكانت السعودة تعتبر بشكل عام فاشلة. قد لا يرغب السعوديون أنفسهم في شغل وظائف معينة بحجة إنها تفتقر إلى القيمة الاجتماعية.
تعترف الحكومة السعودية فقط بعقود العمال الأجانب المكتوبة باللغة العربية، كما يتم اعتماد اللغة العربية في العقود ثنائية اللغة. تُعقد العقود والتي يجب أن تتضمن شروط التوظيف في نسختين، واحدة للراعي وواحدة للعامل. تختلف أجور العمال الأجانب حسب الوظيفة، رغم أن السعوديين الذين يشغلون مناصب مماثلة بشكل عام يكسبون أكثر.

## التركيب والأرقام
قدرت طبعة عام 2010 من «كتاب حقائق العالم» لوكالة المخابرات المركزية أن الأجانب مثلوا 5,576,076 شخص من أصل 25,731,776 في المملكة العربية السعودية. ومع ذلك ذكرت أرقام التعداد الرسمية لعام 2010 أن هناك 8,429,401 مغترب من إجمالي عدد السكان البالغ 27,136,977 أي ما يقرب من 31% من مجموع السكان.
| الجنسية   | عدد الأشخاص (سنة البيانات) | الجنسية | عدد الاشخاص (سنة البيانات)                | الجنسية  | عدد الاشخاص (سنة البيانات) |
| --------- | -------------------------- | ------- | ----------------------------------------- | -------- | -------------------------- |
| هندي      | 1,400,000 (2017)           | فلبيني  | 908,490 (2014)                            | أردني    | 450,000 (2017)             |
| مصري      | 1,300,000 (2017)           | يمني    | 900,000 (2010)                            | فلسطيني  | 243,000 (2019)             |
| بنغلاديشي | 1,300,000 (2015)           | سوري    | 500,000 مقيم (2015) 2,500,000 لاجئ (2015) | غربي     | 120,000 (2007)             |
| باكستاني  | 1.100,000 (2017)           | سوداني  | 500,000 (2010)                            | سريكلاني | 100,000 (2015)             |
| إندونيسي  | 300,000 (2014)             |         |                                           | تركي     | 50,000 (2013)              |

تشير نتائج تعداد عام 2004 إلى أن حوالي 15% فقط من العمال الأجانب هم من المهرة، بينما يعمل الباقي في الغالب في الزراعة والتنظيف والخدمة المنزلية. يُعد بلد المنشأ عاملاً مهما في تحديد وظائف العمال الأجانب في المملكة العربية السعودية. وقد اعتمدت الشركات السعودية تقليدياً منظومة هرمية محددة عرقياً. حيث أشارت دراسة أكاديمية لشركة سعودية تابعة لشركة تصنيع دنماركية إلى أن المدير يجب أن يكون أوروبياً، ويجب أن يكون المشرف مصرياً، وغالباً ما يشغل الفلبينيون أدواراً فنية، ويعمل الهنود وهم الأدني في التسلسل الهرمي في الإنتاج. يميل العمال الأجانب المتواجدين في المملكة العربية السعودية إلى الانتقال، حيث يبقى 3% فقط من العمال الأجانب في البلاد لأكثر من ست سنوات.

### العمال المهرة
معظم العاملين الفنيين المتخصصين هم أمريكيون وأوروبيون، ويعملون بشكل خاص في الصناعات الدفاعية والبتروكيماوية. يشعر الغربيون عموماً بأنهم يحصلون على رواتب جيدة ولديهم ظروف معيشية ممتاز وسكن مع تعليم مدفوع بواسطة أرباب عملهم. غالباً ما يعيشون في مجمعات أو أحياء سكنية مسورة، مثل مجمع أرامكو السعودية السكني في الظهران، ومع ذلك غادر العديد من الغربيين البلاد في عامي 2003 و2004 أعقاب الهجمات الإرهابية في الرياض والخبر وينبع. كما ان هناك عدد كبير من العمال الأمريكيين من مدرسي اللغة الإنجليزية الذين يعملون في السعودية.
بالإضافة إلى ذلك، هاجر المصريون لفترة طويلة إلى المملكة العربية السعودية لشغل وظائف مهنية مثل الأطباء والممرضين والمدرسين والمهندسين، وكذلك الفلبينيين للعمل في قطاعات الصحة والنفط والصناعة التحويلية.

### عمال المنازل
وفقاً لصحيفة الغارديان اعتباراً من عام 2013 كان هناك أكثر من نصف مليون من عمال المنازل الأجانب في المملكة العربية السعودية. معظمهم من خلفيات فقيرة وينحدرون من أفريقيا وشبه القارة الهندية وجنوب شرق آسيا. للذهاب إلى المملكة العربية السعودية والعمل فيها يجب عليهم في كثير من الأحيان دفع مبالغ كبيرة لوكالات التوظيف في بلدانهم الأصلية، ثم تتعامل الوكالات مع الأوراق القانونية اللازمة. يقوم البعض بتزييف تواريخ ميلادهم، مما يتيح لهم الوصول بسهولة إلى البلاد.

## الإقامة المميزة
في عام 2019 ، أدخلت المملكة العربية السعودية مخططًا جديداً يُعرف باسم «الإقامة المميزة» (البطاقة الخضراء السعودية غير الرسمية) التي تمنح المغتربين الحق في العيش والعمل والتملك التجاري والعقاري في المملكة دون الحاجة إلى كفيل. تُمنح الإقامة المميزة غير محددة المدة مقابل 213,000 دولار أمريكي بينما تبلغ تكلفة الإقامة المحدد 26,660 دولار أمريكي في السنة.

## قيود
إن نظام الكفالة موجود في عدد من البلدان الأخرى، وهو يحدد العلاقة بين صاحب العمل والعامل الأجنبي. في ظل هذا النظام يجب على كل الأجانب الموجودين داخل البلاد لأغراض العمل أن يمتلكوا كفيلاً. وعلى عكس البلدان التي تعترف بالإعلان العالمي لحقوق الإنسان (والذي ينص في أحد فقراته على ان «لكلِّ فرد حقٌّ في مغادرة أيِّ بلد، بما في ذلك بلده، وفي العودة إلى بلده») فإن في المملكة العربية السعودية يتطلب من العمال الأجانب الحصول على إذن كفيلهم لدخول ومغادرة البلاد، ويمنع خروج الأشخاص الذين لديهم نزاعات عمل معلقة في المحكمة. يصادر الكفلاء عموماً جوازات سفر العمال أثناء تواجدهم في البلاد، وفي بعض الأحيان يحملون جوازات سفر أفراد أسر العمال.
يجب أن يكون العمال الأجانب خاليين من الأمراض المعدية، بضمنها فيروس نقص المناعة البشرية والسل. تجرى إختبارات الأمراض المعدية عندما يتقدم العامل بطلب للحصول على تأشيرة في وطنه الأم، ومن ثم يجب إجرائها مرة أخرى في المملكة العربية السعودية للحصول على بطاقة إقامة طويلة الأجل.
لا يمكن للأجانب التقدم بطلب للحصول على الإقامة الدائمة، على الرغم من أن تأشيرة الإقامة المميزة أصبحت متاحة في عام 2019. وأولئك الذين يحصلون على تصريح إقامة للأجانب ما زالوا بحاجة إلى كفيل، ويمكن أن يؤدي الفشل في تجديد البطاقة في الوقت المناسب إلى فقدان الأجنبي لوضعه القانوني. يجب على الأجانب الذي يفقدون أو يغيرون وظائفهم أن يغادروا البلاد للحصول على تأشيرة جديدة ومن ثم يجب عليهم المرور مرةً أخرى بهذه العملية من أجل الحصول على إقامة جديدة عند الوصول. يتطلب الحصول على الإقامة أحد أنواع التأشيرات المتخصصة مثل تأشيرة العمل أو زيارة الأقارب.

في أبريل 2016، نشرت الحكومة السعودية رؤيتها 2030، والتي اقترحت توسيع قدرة الأجانب على امتلاك العقارات، ونظام جديد لإصدار التصاريح:
سوف نسعى إلى تحسين ظروف المعيشة والعمل لغير السعوديين، من خلال توسيع قدرتهم على امتلاك العقارات في مناطق معينة، وتحسين نوعية الحياة، والسماح بإنشاء المزيد من المدارس الخاصة واعتماد نظام فعال وبسيط لإصدار التأشيرات و تصاريح الإقامة. 
في عام 2019 ، تم وضع برنامج متخصص للإقامة المميزة لتسهيل هذه الأهداف.
تُحظر النقابات العمالية والإضرابات والمفاوضات المشتركة على المواطنين السعوديين والأجانب على حدٍ سواء.
النشاط السياسي من أي نوع ممنوع منعاً باتاً للأجانب، والأحزاب السياسية محظورة أيضاً. تتم مقاضاة أي من الجرائم التي يرتكبها الأجانب في إطار النظام الأساسي للحكم، والذي يعتبر الشريعة الإسلامية المستمدة من القرآن الكريم والسنة المصدر الأول للقانون في البلاد. وبالتالي يتم فرض قواعد ضد استهلاك الكحول أو غيرها من انتهاكات الشريعة الإسلامية لجميع الناس سعوديين كانوا أو أجانب.

## سوء المعاملة
تتم معاملة العديد من خدم المنازل في المملكة العربية السعودية معاملة لائقة، ولكن مع ذلك سُجلت حالات عديدة من سوء المعاملة. تعرض العمال الأجانب للاغتصاب والاستغلال ونقص الأجور و الإيذاء الجسدي والإرهاق والحبس في أماكن عملهم. تصف منظمة هيومن رايتس ووتش هذه الظروف بأنها «شبه عبودية» وعزت المنظمة هذا الشيء إلى «التمييز الجنسي والديني والعرقي المتجذر». وفي العديد من الحالات يكون العمال غير راغبين في الإبلاغ عن أرباب عملهم خوفاً من فقدان وظائفهم أو التعرض لمزيد من الانتهاكات. هناك أشكال أخرى من التمييز العام، مثل عدم وجود حرية دينية للمسلمين من غير السنة.
اشتكى بعض مدرسي اللغة الإنجليزية الأميركيين من أنهم لم يبلغوا بوجود فترة تجريبية مدتها 90 يوماً، حيث يدعون ان هذه المعلومة لم يرد ذكرها في عقد عملهم.
وفقاً للمتحدث الرسمي لمنظمة هيومن رايتس ووتش، لا يوفر القانون السعودي حماية قانونية قوية للعمال المهاجرين وخادمات المنازل. وبالتالي يواجهون «اعتقالات تعسفية ومحاكمات جائزة وعقوبات قاسية» وقد يُتهمون زوراً بارتكاب جرائم. وتذكر منظمة العفو الدولية أن المتهمين غالباً ما يكونون غير قادرين على متابعة الإجراءات القضائية لأنهم غالباً ما يكونون غير قادرين على التحدث باللغة المحلية ولا يحصلون على مترجمين فوريين أو محامين. اتُهم العمال الأجانب بجرائم مختلفة، بما فيها السرقة والقتل والسحر الأسود. بعد إدانة العامل والحكم عليه بالإعدام، لا يتم إخطار حكومته في العديد من الحالات. وعندما يتم إخطار ممثلي البلاد يكون من الصعب عليهم في كثير من الأحيان أن يطالبوا بتخفيف الحكم. طالبت الحكومة الإندونيسية عام 2011 في ظل جهودها في هذا الموضوع من أسر الضحايا منح العفو مقابل دفع «الدية» لهم بملايين الريالات[a] قبل ان تنظر الحكومة السعودية في القضية. واعتباراً من يناير 2013 كان غالبية العمال الأجانب المحكوم عليهم بالإعدام في السعودية قادمين من إندونيسيا.
وقد أثارت هذه الظروف إدانة داخل المملكة العربية السعودية وخارجها. في عام 2002، قال مفتي عام المملكة عبد العزيز بن عبد الله آل الشيخ أن الإسلام يطلب من أصحاب العمل احترام عقود عمالهم وعدم تخويفهم أو ابتزازهم أو تهديدهم.
أثارت عدة عمليات إعدام بحق العمال الأجانب في المملكة ضجةً في المجتمع الدولي. في يونيو 2011 قطعتُ رأس روياتي بنتي ساتوبي، وهي خادمة إندونيسية، لقتلها زوجة صاحب علمها بعد سنوات من سوء المعاملة. وأثار شريط فيديو الإعدام الذي نُشر على الإنترنيت انتقادات واسعة. في سبتمبر 2011 قُطعت رأس عامل مهاجر سوداني بسبب «السحر»، وهو الإعدام الذي أدانته منظمة العفو الدولية باعتباره «مروعاً». في يناير 2013 قُطعت رأس خادمة سريلانكية تدعى ريزانا نفيق بعد إدانتها بقتل طفل تحت رعايتها، وهو الأمر الذي بررته باختناق الرضيع. وقد أدى الإعدام إلى إدانة دولية لممارسات الحكومة، ودفع سريلانكا إلى استدعاء سفيرها. وهذه ليست حالات منفردة، وفقاً لأرقام منظمة العفو الدولية، تم إعدام 27 عاملاً مهاجراً على الأقل في عام 2010، واعتباراً من يناير 2013 كان هناك أكثر من 45 خادمة أجنبية في انتظار تنفيذ حكم الإعدام.
في أكتوبر 2017 انتقد المرصد الأورومتوسطي لحقوق الإنسان ما قال إنه تجاهل من السلطات السعودية للانتهاكات الخطيرة بحق العمالة الوافدة. ووفقًا للمرصد، فرضت السعودية رسوماً إضافية على الوافدين من العمال والمرافقين لهم، مثل الضرائب المالية على الخدمات والمساكن والأفراد المرافقين مما زاد من سوء أوضاعهم المعيشية وأجبر عشرات الآلاف منهم على مغادرة المملكة. السلطات السعودية رحّلت أيضًا آلاف العمال المخالفين من البلاد بعد احتجازهم وتعريضهم لإساءات جسيمة بحسب المصدر.
وصدرت العديد من الأوامر الملكية والسامية وقرارات مجلس الوزراء المتعلقة بحقوق الإنسان. وأطلقت السعودية محاكم عمالية متخصصة في أكتوبر 2018 بمسار رقمي كامل لتسريع إنهاء القضايا.

## الملاحظات
- ^ بأسعار سبتمبر 2013، وهو يعادل مئات الآلاف إلى ملايين الدولارات الأمريكية.